# Кани (птици)
Вижте пояснителната страница за други значения на Кани.
Каните (Milvus) са род дневни грабливи птици, срещащ се и в България.

## Общи сведения
Размерите са им средни с тегло около килограм или по-малко. Размахът на крилете им достига към метър и половина. Половият диморфизъм е слабо изразен. Летят много добре, с характерен планиращо-балансиращ полет. Характерен белег за рода отличаващ го от повечето грабливи птици е опашката, която е врязана по лястовичи маниер. По степента на това врязване можем да разпознаем и отделните видове, например черната каня (Milvus migrans) е с опашка по-малко врязана, отколкото на червената каня (Milvus milvus).

## Разпространение и биотоп
Срещат се в Европа (включително България), Африка, Азия и Австралия. Предочитат влажни места, често в близост с култивирани земи и водни басейни. Избягват планински местности или височини. Много пъти могат да бъдат видени в близост до човешки поселения. По-северните популации са прелетни.
В България се срещат следните два вида:
- Milvus migrans -- Черна каня
- Milvus milvus -- Червена каня

## Начин на живот и хранене
Хранят се с по-слаби гръбначни животни, като жаби и гущери. Ядат и мърша или ровят за останки от човешка храна в боклуците. Често обикалят пътищата за да търсят убити от колите дребни животни и селскостопански земи по време на коситба, когато машините убиват скрили се там дребни животни. Ядат и умряла риба или други водни животни изплували на повърхността на водата които улавят с крака в полет. Често нападат по-дребни домашни птици или малките им.

## Размножаване
Моногамни птици. Снасят най-често три яйца. Отглеждат едно люпило годишно.

## Допълнителни сведения
На територията на България и двата срещащи се вида са защитени от закона.

## Списък на видовете
- Род Milvus -- Кани
- Вид Milvus lineatus --
- Вид Milvus migrans -- Черна каня
- Вид Milvus milvus -- Червена каня